# 労務部隊B

労務部隊B所属船舶は星条旗を掲げていた

労務部隊B（Labor Service Unit (B), LSU (B)）は、1951年から1957年まで活動した、在独米海軍（NAVFORGER）の補助部隊である。掃海を始めとする様々な海上での支援任務に従事した。隊員はドイツ人で、多くは第二次世界大戦中に旧ドイツ海軍に勤務した経験を持つ元海軍軍人だった。

## 概要
第二次世界大戦後、ドイツに進駐したアメリカ軍部隊において、占領任務の補助に当たるドイツ人部隊の編成が始まった。こうした部隊には、労務部隊（Labor Service Units）あるいは民生部隊（Civilian Service Units）などの名称が与えられた。1948年、ベルリン空輸の支援のため、最初の500人のドイツ人が雇用された。この時に隊員となったのは、主に旧領土、とりわけポーランド領から追放され、本国へと逃れてきた避難民たちだった。
在独米海軍においては、2個の労務部隊が設置された。労務部隊Bは沿岸での任務を担い、労務部隊Cはライン川警備隊の一部を構成した。また、労務部隊Aは在独米海軍司令部に勤務するドイツ人連絡将校らを指した。

## 歴史

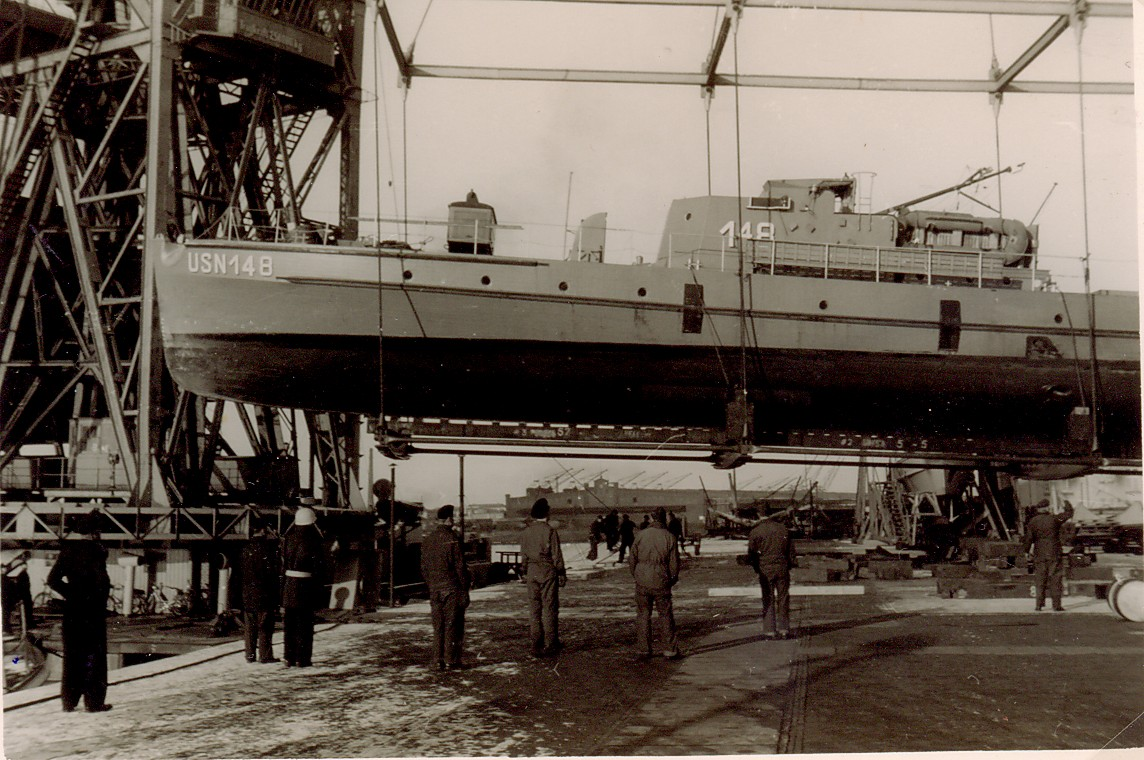
クレーン船ランゲル・ハインリッヒに吊り上げられるUSN 148号

1951年2月1日、労務部隊Bはブレーマーハーフェンでの厳粛な式典のもと設立された。この式典は、新しい部隊がドイツ人隊員らによって構成されることの重要性を特に強調するべく行われたものである。部隊の設立に際して、ブレーマーハーフェン海軍業務隊（鹵獲された旧海軍船舶の管理を担当する米海軍部隊）のタグボート船団が基幹となり、1940年型掃海艇4隻、クレーン船1隻、タンカー1隻がここに加えられた。1951年7月1日、イギリス海軍が管轄するクックスハーフェン掃海隊から、12隻の掃海艇を引き継いだ。
この時に引き継いだ掃海艇は、イギリスに貸与されていたアメリカ軍の戦利品で、アメリカ側はヨーロッパにおける独自の掃海部隊を組織するべく、これらの船舶の返還を求めていた。アメリカが掃海部隊の新設を急いだ背景には、朝鮮戦争の際に掃海艇の配備が遅れ、北朝鮮が敷設した旧式の機雷のため、元山への上陸が遅れたことへの反省があった。
アメリカ側としては自軍への補助任務の展開を重視していたが、西ドイツにおける海軍再建の準備もまた、労務部隊Bの任務の1つだった。従って、旧海軍部隊の整理を主な目的とした従来の海軍業務隊（Marinedienstgruppe）とは本質的に異なる部隊であった。ドイツ人隊員らの取り扱いも、この目的に伴い変化した。しかし、クックスハーフェン掃海隊の元隊員からは、労務部隊Bでの雇用条件が掃海隊での契約よりも大幅に悪化していると見なされ、彼らの多くは同時期に設立された連邦海上国境警備隊での勤務を希望した。とりわけ問題視されたのはアメリカ合衆国との契約に含まれる条項であり、これによれば、労務部隊Bの隊員はあらゆる場所の米政府当局に従属するとされ、すなわち命令次第ではドイツ国外での勤務も行わなければならなかったのである。
ドイツ連邦海軍が創設された後、人員および装備の大部分を連邦海軍に引き継ぎ、労務部隊Bは解散した。

## 使命
アメリカ海軍は掃海艇と共に、ドイツ近海での掃海任務を継続する義務をクックスハーフェン掃海隊から引き継いだ。一方、イギリス海軍は掃海任務に関連した連邦運輸省および国際掃海委員会との調整を引き続き担当した。
イギリス・バルト海漁業保護部と同様、労務部隊B所属の高速艇はバルト海における秘密任務にも投入された。
1954年、西ドイツの再武装計画が明らかになった後、労務部隊Bでは新たなドイツ海軍への移管に向けた改組が始まり、掃海任務の重要度は低下した。

## 組織

### 上級部隊
労務部隊Bは、1945年7月1日に設置されたアメリカ海軍のブレーマーハーフェン前進基地（US Naval Advanced Base Bremerhaven, NAB）に所属した。NABには以下の部隊が所属した。

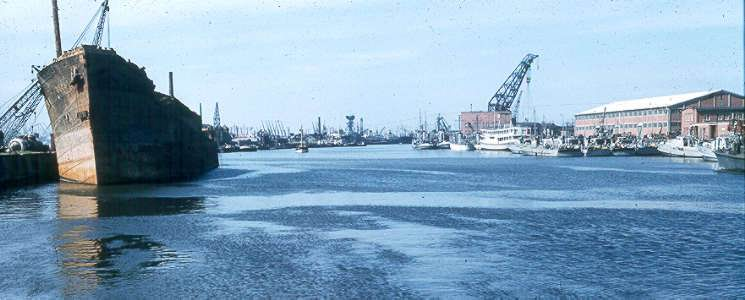
駆逐艦埠頭に停泊する労務部隊B所属の掃海艇

- ヴェーザー川警備隊（Weser River Patrol[10]）
- 修理隊（Repair Unit）
- 掃海準備隊（Mine Sweeping Readiness Unit）
  - 第1機雷船団（Mine Division One）
  - 第2機雷船団（Mine Division Two）
- 第6通信隊（Communication Unit #6）
- 労務部隊B（Labor Service Unit "B"）

### 指導部
労務部隊Bにおいては、責任者たるアメリカ人将校と、ドイツ人の最先任士官にして司令官（Commander）であるハンス・ヨーン元大尉（Hans John）が指揮を執り、各船団長（Flottillenchefs）、幕僚らが直属した。幕僚は作戦、管理、船舶技術、航海、人的資源、訓練および供給の各分野を担当した。

## 装備

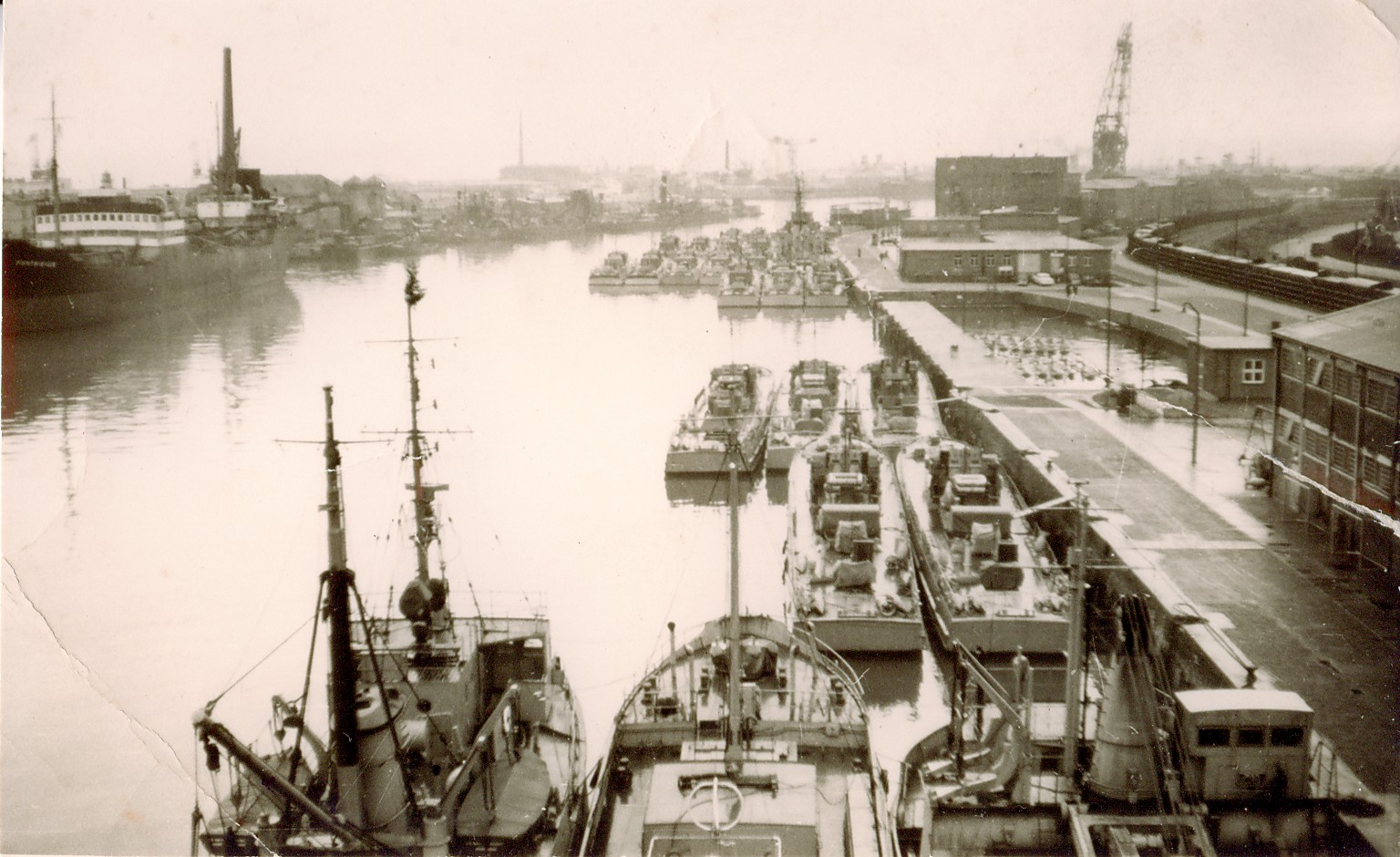
駆逐艦埠頭に停泊する労務部隊B所属の掃海艇

1952年夏までに、労務部隊Bには以下の戦力が配備されていた。
- 1個掃海艇団（40年式掃海艇5隻、43年式艇1隻）
- 2個機動掃海艇団（シュナイダープロペラ駆動式21隻、スクリュー駆動式5隻）
- 支援母船2隻（改装された外洋タグボート）
- タグボート2隻
- 高速艇2隻
- 駆潜艇1隻
- 航空管制艇3隻
- タンカー1隻
- 航空機回収用平底船1隻
- はしけ船1隻